# Wok Pniowsky von Eulenberg

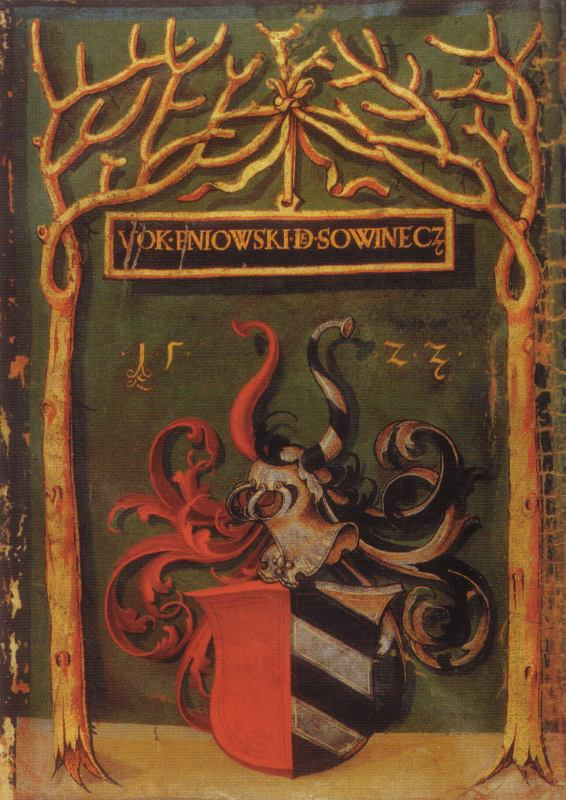
Wappen des Wok Pniowsky von Eulenberg (1523)

Wok Pniowsky von Eulenberg (Wok IV., 1499–1531 nachweisbar; tschechisch Vok Pňovský ze Sovince) war ein nordmährischer Adliger und Forscher. Er hatte wie schon sein Vater das Hofamt des Oberstlandrichters inne.

## Leben
Er entstammte dem Adelsgeschlecht Sovinec und war der älteste Sohn von Jan III. (belegt 1466–1507) und Machna von Lomnice und verheiratet mit einer Elisabeth/Eliška aus dem Hause Dauba. Aus dieser Ehe ging nachweisbar der Sohn Ješek (IV., † 1548) hervor, der mit Anna von Würben (Wrbna) auf Freudenthal (belegt 1535–1549) verheiratet war. Wok hatte zwei Schwestern und einen Bruder, die das Erwachsenenalter erreichten.
Durch den Tod von Johann Herald von Kunstadt 1492 fielen Wok Pniowsky die Burg Eulenberg mit Markt- und Zollrecht sowie zahlreiche Dörfer samt Patronatsrechten zu. In Ruda (Německá Ruda; deutsch Deutsch Eisenberg) fanden zu dieser Zeit bergbauliche Anstrengungen statt. Wok von Eulenberg war dort zugleich Montanunternehmer und Probierer. 1499 ist er als Burggraf von Olmütz belegt. In den Jahren 1518–1525 bekleidete er das Amt des Oberstlandrichters in Mähren. Während die Eulenburg bis zu seinem Lebensende in seinem Besitz blieb, musste die nächste Generation, also Ješek und dessen Ehefrau Anna von Wrbna, sie 1545 wegen Überschuldung an einen Gläubiger abtreten.
Die Schulden erbte Ješek von seinem Vater, der als Oberhaupt einer Schürfgesellschaft sowohl eigener als auch von anderen Adelsgesellschaften gepachteter Bergwerke und im Glauben an seine unternehmerische Fortune über die Jahre hohe Verluste einfuhr. Die Verflechtungen zur Zeit Woks waren überaus komplex. Mehrere Adelshäuser konkurrierten um die Schürfrechte rund um Ruda, wo an verschiedenen Stellen Eisenerz, Silber und Gold zutage getreten waren. Wok von Eulenberg, der vom König Schürfprivilegien erhalten hatte, wird versucht haben, seine Rechte durchzusetzen und Marktmacht zu erringen. Konkret ging es beispielsweise um sechs Tonnen abgebautes Erz, das nach dem Streit vor Gericht seinem Konkurrenten Vilém Mládenec zugesprochen wurde. In einem anderen aktenkundigen Fall setzte sich Wok mit Peter von Zierotin und Rabenstein auseinander. Wok forderte 4000 Goldgulden wegen Unterlassung einer Zahlung für abgebautes Gold und Silber. Wenig später wurde eine ähnliche Klage gegen den Bürgermeister und Rat von Mährisch Neustadt erhoben. Mit einem weiteren Beklagten einigte sich Wok auf ein Urbar, das die Grundrechte in einem bestimmten Gebiet fortan regelte. Sein ganzes letztes Lebensjahrzehnt bis zu seinem 1531 vermuteten Tod ist mit derartigen Streitigkeiten durchsetzt. Eine Klage kam selbst von Maria von Ungarn, auch als Maria von Österreich bezeichnet, die sich von Pressburg aus darüber beschwerte, dass Woks Bergleute ihre eigenen im Bergwerk Hluboký vertrieben und anschließend die Arbeit selbst fortgesetzt hätten.

## Probierbuch
Wok Pniowsky von Eulenberg ist heute vor allem noch geschichtlich greifbar, weil von ihm ein Probierbuch als Handschrift erhalten ist, in dem er 1526 „Verfahren zur Analyse und Weiterverarbeitung verschiedener Erze und Metalle“ beschreibt. Diese Handschrift dieses Werkes mit dem Titel ayn liblichs piechel umfasst 420 Seiten und ist auf Deutsch geschrieben. Sie befindet sich in der Eisenbibliothek und liegt auch als Digitalisat vor.
Das Manuskript galt seit 1924 als verschollen, was durch den tschechischen Forscher und Autor Ladislav Hosák (1898–1972) in seinem 1959 veröffentlichten Werk Dějiny Rýmařovska bestätigt wurde. In diesem schrieb er, das Manuskript sei im Landesmuseum Troppau aufbewahrt worden, welches 1945 abbrannte. Es war Ivo Kruliš, der 1966 bei einem Besuch in der Eisenbibliothek das Werk Woks vorgelegt bekommen haben muss, denn er bedankte sich dafür in einem Brief, der noch erhalten ist. Im Jahr darauf erwähnte er mit einem kurzen Hinweis die Existenz der Handschrift in seinem Fachaufsatz Hutnické listy. Man darf heute vermuten, dass diese metallurgische Fachzeitschrift nicht von Historikern wahrgenommen wurde, so dass sie wieder in Vergessenheit geriet.